# Saint-Pierre-d'Allevard
Saint-Pierre-d'Allevard foi uma comuna francesa na região administrativa de Auvérnia-Ródano-Alpes, no departamento de Isère.
Em 1 de janeiro de 2016, passou a formar parte da nova comuna de Crêts-en-Belledonne.